# Marmaduke Wyvill
Marmaduke Wyvill (Constable Burton, 22 dicembre 1815 – Bournemouth, 25 giugno 1896) è stato un politico e scacchista inglese.
Nacque da famiglia aristocratica a Constable Burton, località del North Yorkshire a pochi chilometri da Leyburn. Nel 1847 fu eletto al Parlamento britannico per la città di Richmond. Fu confermato nella carica nel 1861, la perse nel 1865, per poi essere eletto nel 1866 ad un altro mandato.
Negli scacchi si considerava solo un appassionato dilettante, ma nel torneo di Londra 1851, il primo torneo internazionale della storia degli scacchi, si classificò secondo dietro al vincitore Adolf Anderssen. Fu il solo torneo importante cui partecipò.
Nel 1853 fu presidente del St. George Club di Londra. Nel 1845 soggiornò per un certo periodo a Roma, dove si batté con Serafino Dubois, all'epoca certamente il più forte giocatore italiano. Furono giocate due serie di partite; nella prima, ad armi pari, Dubois prevalse nettamente per 55 a 26, nella seconda Dubois gli concesse il vantaggio di pedone e tratto, e qui Wyvill vinse 39 a 30.
Wyvill fu tra gli organizzatori del grande torneo di Londra 1883, che vide il trionfo di Johannes Zuckertort.